# Saw Maung
Thống tướng Saw Maung (tiếng Miến Điện: စောမောင်, phát âm [sɔ́ màuɴ]; Tháng 12 năm 1928 – 24 tháng 7 năm 1997) là người sáng lập Hội đồng Hòa bình và Phát triển Liên bang ở Myanmar, là nguyên thủ Myanmar từ năm 1988 đến năm 1992.

## Xuất thân
Saw Maung nhập ngũ năm 1949, một năm sau khi Myanmar giành độc lập từ thực dân Anh. Năm 1952, ông tốt nghiệp Trường Sĩ quan Myanmar, được thăng hàm thiếu úy. Năm 1967, ông được thăng hàm thiếu tá. Năm 1972, ông được bổ nhiệm làm Phó Tư lệnh Quân khu Đông Bắc; năm 1976, làm tư lệnh quân khu này. Trong thời gian chỉ huy quân khu Đông Bắc, ông đã trấn áp cuộc nổi dậy của những người cộng sản và các sắc tộc thiểu số ở vùng biên giới giáp Thái Lan. Năm 1979, ông được chuyển tới Quân khu Tây Nam làm tư lệnh. Năm 1981, ông làm Cục trưởng Cục Quân vụ Bộ Quốc phòng Myanmar. Năm 1983, ông làm Phó Tham mưu trưởng Lục quân Myanmar; năm 1985, làm Tổng Tham mưu trưởng quân đội Myanmar.

## Nguyên thủ quốc gia
Phong trào Dân chủ 8888 làm chính quyền của Đảng Kế hoạch Xã hội chủ nghĩa Myanmar sụp đổ năm 1988. Khi đó, Saw Maung đang làm Tổng Tham mưu trưởng quân đội, đã lãnh đạo một cuộc đảo chính và thành lập Hội đồng Khôi phục Trật tự và Pháp luật Liên bang, thực chất là chính quyền quân sự. Saw Maung làm Chủ tịch Hội đồng, và do vậy là nguyên thủ quốc gia, cho đến tận tháng 4 năm 1992. Ông cũng kiêm nhiệm chức vụ Thủ tướng Myanmar trong thời gian trên.
Ngày 24 tháng 7 năm 1997, Saw Maung qua đời vì bệnh tim.